# 克里斯特爾 (新墨西哥州)
克里斯特爾（英語：Crystal）是位於美國新墨西哥州麥金萊縣聖胡安縣及的普查規定居民點。

## 人口
根據2020年美國人口普查的數據，克里斯特爾的面積為11.83平方千米，當中陸地面積為11.78平方千米，而水域面積為0.05平方千米。當地共有人口302人，而人口密度為每平方千米25.53人。